# Cantó de Thonon-les-Bains-Est
El cantó de Thonon-les-Bains-Est és una antiga divisió administrativa francesa del departament de l'Alta Savoia, a la regió d'Alvèrnia-Roine-Alps. Té 8 municipis més una part de la sotsprefectura de Thonon-les-Bains. Va existir de 1998 a 2015.

## Municipis
- Armoy
- Bellevaux
- Lullin
- Lyaud
- Marin
- Reyvroz
- Thonon-les-Bains
- Vailly

## Història
| Data d'elecció | Identitat     | Partit | Qualitat |
| -------------- | ------------- | ------ | -------- |
| 1998-2015      | Frédéric Zory | PS     |          |